# Haplophthalmus napocensis
Haplophthalmus napocensis är en kräftdjursart som beskrevs av Radu 1983. Haplophthalmus napocensis ingår i släktet Haplophthalmus och familjen Trichoniscidae. Inga underarter finns listade i Catalogue of Life.